# Jacques Grimonpon
Jacques Grimonpon (30 de julio de 1925 - 23 de enero de 2013) fue un jugador de fútbol profesional francés que jugaba en la demarcación de defensa.

## Biografía
Debutó con el Lille OSC a los 20 años, club en el que jugó durante dos temporadas antes de ser traspasado al Le Havre AC, donde permaneció un año y no llegó a terminar el segundo año de contrato, siendo este rescindido en abril de 1958. Posteriormente el Lyon OU/Olympique Lyonnais se hizo con los servicios de Grimonpon, donde militó tres años, estando presente además en el cambio de nombre del club de Lyon OU a Olympique de Lyon. Más tarde llegó de nuevo al club de su debut, el Le Havre AC, donde volvió a jugar durante dos temporadas. Por último fue traspasado al FC Girondins de Burdeos, club donde permaneció cuatro años antes de retirarse del fútbol en 1957 a los 32 años.
También fue llamado para disputar el Copa Mundial de Fútbol de 1954 pero nunca llegó a jugar con la selección de fútbol de Francia.

## Muerte
Falleció el 23 de enero de 2013 a la edad de 87 años en Cabo Ferret, Gironda.

## Clubes
| Club                    | País    | Año         |
| ----------------------- | ------- | ----------- |
| Lille OSC               | Francia | 1945 - 1947 |
| Le Havre AC             | Francia | 1947 - 1948 |
| Lyon OU                 | Francia | 1948 - 1950 |
| Olympique de Lyon       | Francia | 1950 - 1951 |
| Le Havre AC             | Francia | 1951 - 1953 |
| FC Girondins de Burdeos | Francia | 1953 - 1957 |

## Palmarés
- Preseleccionado para la copa del mundo de 1954
- Campeón de Francia en 1946 con el Lille OSC
- Campeón de Francia de D2 en 1951 con el Olympique lyonnais
- Finalista de la copa de Francia en 1955 con el Girondins de Bordeaux